# Бек, Тэйлор
Тейлор Бек (род. 13 мая 1991, Сент-Катаринс, Канада) - канадский профессиональный хоккеист, нападающий. Выступает за швейцарский клуб "Женева-Серветт".

## Биография
Выбран на драфте НХЛ 2009 года командой "Нэшвилл Предаторз". В 2015-2017 годах в НХЛ играл в "Нью-Йорк Рейнджерс", "Нью-Йорк Айлендерс", "Эдмонтон Ойлерз". За 3 года в лиге провел 7 матчей, в основном выступал в АХЛ.
В КХЛ выступал за "Автомобилист", "Куньлунь Ред Стар" (ныне - "Шанхай Дрэгонс"),  "Авангард", в омском клубе в сезоне 2019/2020 Тейлор стал лучшим бомбардиром "Авангарда" - 20 (4+16) очков в играх на вылет. Далее был обменян в магнитогорский "Металлург" на Алексея Береглазова и Илью Каблукова, затем играл за минское "Динамо" и "Сибирь". Сезон 24/25 в "Сибири" стал для Бека лучшим - он набрал 56 (16+40) очков в регулярном чемпионате и 6 (3+3) в плей-офф. В 2025 покинул "Сибирь" и подписал двухлетний контракт со швейцарской командой "Женева-Серветт". Участник матча звезд АХЛ 2017 года.

## Личная жизнь
Жена Александрия, женился в июне 2022 года. 3 августа 2023 года родился сын.